# Ена Беговић
Ена Беговић (Трпањ, 16. јун 1960 — Брач, 15. август 2000) је била југословенска и хрватска филмска и позоришна глумица.
У филму „Окупација у 26 слика“ (1978) Лордана Зафрановића била је статиста. Прву улогу је добила у ТВ драми „Иван Горан Ковачић“ исте године.
Улога која ју је прославила била је у филму „Пад Италије“ (1981), који ју је установио као секс-симбол 1980-их. Затим следе улоге у филмовима „Идемо даље“ (1982) и „Глембајеви“ (1988). За улогу баронесе Кастели-Глембај добила је Златну арену у Пули за споредну женску улогу, али ју је одбила, сматрајући да је њега улога у филму била главна.
Њена сестра Миа Беговић је такође позната глумица.
Погинула је 15. августа 2000. године у саобраћајној несрећи.

## Улоге
|                   | 1970 ▼ | 1980 ▼ | 1990 ▼ | Укупно |
| ----------------- | ------ | ------ | ------ | ------ |
| Дугометражни филм | 1      | 8      | 7      | 16     |
| ТВ филм           | 1      | 4      | 5      | 10     |
| ТВ серија         | 0      | 5      | 2      | 7      |
| ТВ мини серија    | 0      | 0      | 1      | 1      |
| Укупно            | 2      | 17     | 15     | 34     |

| Год.      | Назив                                 | Улога                    |
| --------- | ------------------------------------- | ------------------------ |
| 1970-те ▲ |                                       |                          |
| 1978.     | Окупација у 26 слика                  |                          |
| 1979.     | Иван Горан Ковачић                    |                          |
| 1980-те ▲ |                                       |                          |
| 1980.     | Луда кућа                             | Маја Бенић               |
| 1981.     | Пикник у тополи                       | Јелена                   |
| 1981.     | Непокорени град                       |                          |
| 1981.     | Пад Италије                           | Вероника                 |
| 1982.     | Идемо даље                            | Милица                   |
| 1982.     | Хоћу живјети                          | Тереза                   |
| 1982.     | Боби                                  |                          |
| 1983.     | Учитељ (ТВ серија)                    | Милица                   |
| 1985.     | Хрватски народни препород (ТВ серија) | Глумица                  |
| 1986.     | Вештица                               | Раиса Ниловна            |
| 1987.     | ТВ Театар Ујаков Сан                  |                          |
| 1987.     | Краљева завршница                     | Вишња                    |
| 1988.     | Загрљај (ТВ серија)                   |                          |
| 1988.     | Глембајеви                            | баронеса Кастели-Глембај |
| 1988.     | Балкан експрес 2                      | Данка                    |
| 1989.     | Балкан експрес 2                      | Данка                    |
| 1990-те ▲ |                                       |                          |
| 1990.     | Тражим сродну душу                    |                          |
| 1990.     | Карневал, анђео и прах                | Фрида                    |
| 1990.     |                                       | госпођа Самнер           |
| 1991.     | Сарајевске приче                      | Докторка                 |
| 1991.     | Дјевојчице са шибицама                | Сестра                   |
| 1991.     | Чаруга                                | Свилена                  |
| 1996.     | Не заборави ме                        |                          |
| 1996.     | Камчатка                              | Ана                      |
| 1997.     | Трећа жена                            | Хела Мартинић            |
| 1998.     | Три мушкарца Мелите Жгањер            | Марија                   |
| 1998.     | Агонија                               | Лаура Ленбах             |
| 1999.     | Четвероред                            | Мирта Месог              |